# Nordic Optical Telescope

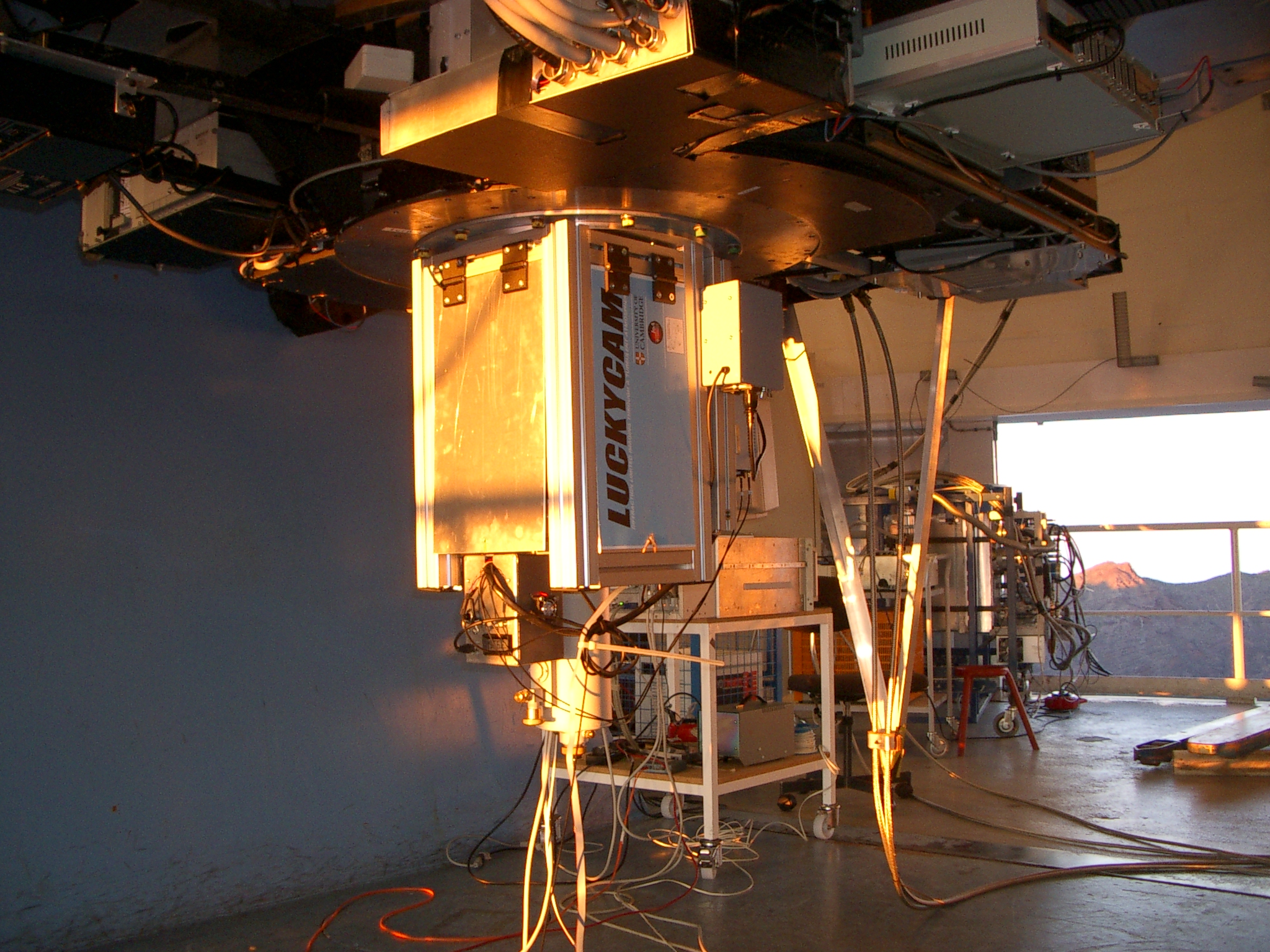
L'intérieur du télescope, montrant un instrument au foyer Cassegrain.

Le Nordic Optical Telescope (Télescope optique nordique ou NOT) est un télescope situé à l'observatoire du Roque de los Muchachos, La Palma dans les Îles Canaries. La première lumière eu lieu en 1988 et les observations régulières commencent en 1989. Il est financé par la majeure partie des pays scandinaves : Danemark, Suède, Islande, Norvège la Finlande, qui lui confèrent son nom de « nordique ». L'accès est ouvert aux astronomes de toute nationalité sous le contrôle d'un comité international d'allocation de temps.
Il a un miroir primaire de 2,56 m de diamètre.
Le NOT est le premier grand télescope comportant dès sa conception une optique active, qui corrige la forme de son miroir primaire fin et léger supporté par des vérins.

## Instrumentation
- ALFOSC : spectrographe à objets faibles CCD (lumière visible) et caméra 4 mégapixels
- NOTCam : caméra infrarouge HgCdTe Hawaii 1 mégapixel et spectrographe
- MOSCA : Caméra CCD de 16 mégapixels
- SOFIN : Spectrographe CCD haute résolution (jusqu'à R=170000)
- StanCam : Caméra CCD Stand-by 1 mégapixel
- LuckyCam : Caméra CCD L3Vision rapide et à faible bruit pour faire de la lucky imaging
- TURPOL : Photopolarimètre UBVRI
- FIES : spectrographe échelle à dispersion croisée et à haute résolution (jusqu'à R=60000), isolé des perturbations thermiques et mécaniques.